# Floyon
Floyon é uma comuna francesa na região administrativa de Altos da França, no departamento do Norte. Estende-se por uma área de 17.47 km². Em 2010 a comuna tinha 541 habitantes (densidade: 31 hab./km²).